# Barbara Rush
Barbara Rush (Denver, 1927. január 4. – Westlake Village, 2024. március 31.) Golden Globe-díjas amerikai színésznő.

## Élete és pályafutása
Santa Barbarában nőtt fel, ahol a Kaliforniai Egyetemre járt, és 1948-ban szerzett diplomát. 1950-ben filmszerződést kapott a Paramount Picturestől.
Rush háromszor volt házas.

## Filmográfia

### Film
| Eredeti cím                    | Év   | Szerep               | Magyar cím               |
| ------------------------------ | ---- | -------------------- | ------------------------ |
| The Goldbergs                  | 1950 | Debby Sherman        |                          |
| Quebec                         | 1951 | Madelon              |                          |
| The First Legion               | 1951 | Terry Gilmartin      |                          |
| When Worlds Collide            | 1951 | Joyce Hendron        | Világok összeütközése    |
| Flaming Feather                | 1952 | Nora Logan           |                          |
| Prince of Pirates              | 1953 | Countess Nita Orde   |                          |
| It Came from Outer Space       | 1953 | Ellen Fields         | Földön kívüli jövevények |
| Taza, Son of Cochise           | 1954 | Oona                 |                          |
| Magnificent Obsession          | 1954 | Joyce Phillips       | Nagyszerű rögeszme       |
| The Black Shield of Falworth   | 1954 | Meg                  | Falworth fekete pajzsa   |
| Captain Lightfoot              | 1955 | Aga Doherty          |                          |
| Kiss of Fire                   | 1955 | Princess Lucia       |                          |
| World in My Corner             | 1956 | Dorothy Mallinson    |                          |
| Bigger Than Life               | 1956 | Lou Avery            |                          |
| Flight to Hong Kong            | 1956 | Pamela Vincent       |                          |
| Oh Men! Oh Women!              | 1957 | Myra Hagerman        |                          |
| No Down Payment                | 1957 | Betty Kreitzer       |                          |
| The Young Lions                | 1958 | Margaret Freemantle  | Oroszlánkölykök          |
| Harry Black and the Tiger      | 1958 | Christian Tanner     |                          |
| The Young Philadelphians       | 1959 | Joan Dickinson       |                          |
| The Bramble Bush               | 1960 | Margaret 'Mar' McFie |                          |
| Strangers When We Meet         | 1960 | Eve Coe              |                          |
| Deadline: San Francisco        | 1962 |                      |                          |
| Come Blow Your Horn            | 1963 | Connie               |                          |
| The Unknown                    | 1964 | Leonora Edmond       |                          |
| Robin and the 7 Hoods          | 1964 | Marian               | Robin és a 7 gengszter   |
| The Jet Set                    | 1966 |                      |                          |
| Hombre                         | 1967 | Audra Favor          | A hallgatag ember        |
| Strategy of Terror             | 1969 | Karen Lownes         |                          |
| Suddenly Single                | 1971 | Evelyn Baxter        |                          |
| Cutter                         | 1972 | Linda                |                          |
| The Eyes of Charles Sand       | 1972 | Katharine Winslow    |                          |
| The Man                        | 1972 | Kay Eaton            |                          |
| Moon of the Wolf               | 1972 | Louise Rodanthe      |                          |
| Crime Club                     | 1973 | Denise London        |                          |
| Peege                          | 1973 | Mom                  |                          |
| Superdad                       | 1973 | Sue McCready         |                          |
| Fools, Females and Fun         | 1974 | Karen Markham        |                          |
| The Last Day                   | 1975 | Betty Spence         | Az utolsó nap            |
| Death Car on the Freeway       | 1979 | Rosemary             |                          |
| Can't Stop the Music           | 1980 | Norma White          | Zenebolondok             |
| Summer Lovers                  | 1982 | Jean Featherstone    | Nyári szeretők           |
| The Night the Bridge Fell Down | 1983 | Elaine Howard        |                          |
| At Your Service                | 1984 | Barbara Stonehill    |                          |
| Web of Deceit                  | 1990 | Judith               |                          |
| Widow's Kiss                   | 1996 | Edith Fitzpatrick    |                          |
| My Mother's Hairdo             | 2006 | Fate                 |                          |
| Bleeding Hearts                | 2017 | Barbara Irons        |                          |

## Fordítás
- Ez a szócikk részben vagy egészben  a   Barbara Rush című német Wikipédia-szócikk fordításán alapul.  Az eredeti cikk szerkesztőit annak laptörténete sorolja fel. Ez a jelzés csupán a megfogalmazás eredetét és a szerzői jogokat jelzi, nem szolgál a cikkben szereplő információk forrásmegjelöléseként.
- Ez a szócikk részben vagy egészben  a   Barbara Rush című angol Wikipédia-szócikk fordításán alapul.  Az eredeti cikk szerkesztőit annak laptörténete sorolja fel. Ez a jelzés csupán a megfogalmazás eredetét és a szerzői jogokat jelzi, nem szolgál a cikkben szereplő információk forrásmegjelöléseként.